# Catharina Elisabeth Wassink
Catharina Elisabeth Wassink (1879-1960) foi uma artista holandesa.

## Biografia
Wassink nasceu a 2 de março de 1891 em Amsterdão. Frequentou o Instituut Piersma e os seus professores incluíram Agnieta Gijswijt, Wilhelmina Cornelia Kerlen, Hendrik Maarten Krabbé e Johan Piersma. O seu trabalho foi incluído na exposição e venda Onze Kunst van Heden (A Nossa Arte de Hoje) em 1939 no Rijksmuseum em Amsterdão. Foi também membro da Arti et Amicitiae.
Wassink faleceu no dia 15 de setembro de 1983 em Amstelveen.